# Broich (Bedburg)
Broich is een plaats in het noordoosten van de Duitse gemeente Bedburg, deelstaat Noordrijn-Westfalen, en telt 1.063 inwoners (30 juni 2021). Het dorp ligt aan de rivier de Erft en niet ver van de bruinkoolgroeve Bergheim (zie: Rijnlands bruinkoolgebied).
Het tot plm. 1900 weinig belangrijke dorp bestaat voornamelijk uit woonwijken voor personeel van de fabrieken in de omgeving.